# Philharmoniker Hamburg
La Philharmoniker Hamburg è un'orchestra sinfonica tedesca con sede ad Amburgo. Il suo attuale direttore principale è Simone Young. Essa è l'orchestra dell'Opera di Amburgo.
Venne fondata il 9 novembre 1828 con il nome di Philharmonische Gesellschaft (Società filarmonica).
Nel 1934 si fuse con la Stadttheater-Orchester divenendo la Philharmonisches Staatsorchester Hamburg (il nome che aveva quando venne registrata la Sinfonia n. 8 di Anton Bruckner sotto la direzione di Eugen Jochum nel 1949.

## Direttori
- Karl Muck
- Eugen Jochum
- Joseph Keilberth (1951-?)
- Wolfgang Sawallisch (1961-1973)
- Horst Stein (1973-1976)
- Aldo Ceccato (1976-1982)
- Hans Zender (1984-1988), GMD
- Gerd Albrecht (1988-?), GMD
- Ingo Metzmacher (1997-2005), GMD
- Simone Young (2005-oggi), GMD